# Perun
Perún je v slovanski mitologiji najvišji bog; bog strele in groma, bog priseg, bog pomladi in plodnosti, bog dežja in kmetijstva nasploh.  Njegovi simboli so hrast, ki velja za njegovo sveto drevo, perunika in sekira.

## Etimologija
Največ jezikoslovcev ime Perun izvaja iz pomena »tisti, ki udarja«. Stari indoevropejski koren *per-, *perk-, *perg namreč pomeni udariti. Povezave lahko iščemo s keltskim *dru (»hrast«), latinskim quercus (»hrast«). Določeno povezavo lahko vidimo tudi s hetitskim perunaš (»skala«).